# Mohamed Abdou Madi
Mohamed Abdou Madi (geb. 1956, Mjamaoue, Anjouan) ist ein Politiker und Diplomat in den Komoren. Er war 1994 Premierminister der Komoren.

## Leben
Madi arbeitete zunächst als Steuerfahnder, Lehrer und Journalist. Er gehörte der Partei Rassemblement pour la Démocratie et le Renouveau (RDR) an und war deren Generalsekretär. Am 2. Januar 1994 wurde er von Ahmed Ben Cheikh Attoumane zum Premierminister ernannt, als dieser sein Amt niederlegen musste. Bereits im Oktober 1994 verlor er seine Position aufgrund von Protesten von Mitarbeitern des öffentlichen Dienstes. Er verlor das Amt des Generalsekretärs im Februar 1995, nachdem er die Behörden wegen ihrer mangelnden Wirksamkeit bei der Lösung des Visa-Konflikts mit Frankreich kritisiert hatte.
Trotz seiner Absetzung forderte er den Rücktritt von M’Changama, einem Politiker der Regierungspartei, dem finanzielle Unterschlagung vorgeworfen wird. 1996 wurde er vorübergehend inhaftiert. Nach dem Referendum 1997 emigrierte er für mehrere Monate aus dem Land und versuchte nach seiner Rückkehr im Februar 1998, die Separatisten von der Insel Anjouan aus zu unterstützen. Im Mai 1998 wurde er als Justizminister in die Regierung berufen. Von 2000 bis 2006 war er Geschäftsträger der komorischen Botschaft in Madagaskar. Von 2007 bis 2008 war er Minister für Zusammenarbeit der Autonomen Regierung der Insel Anjouan.

## Familie
Er ist verheiratet und hat 5 Kinder.